# Atacs a Transnístria de 2022
Els atacs a Transnístria de 2022 van ocórrer el 25 i 27 d'abril de 2022, es van reportar diverses explosions a l'estat separatista de Transnístria, a Europa de l'Est. L'incident es dona enmig d'una sèrie de tensions entre Moldàvia i en general l'OTAN, contra Rússia i les repúbliques separatistes de Donetsk i Luhansk en el marc de la invasió russa d'Ucraïna.

## Antecedents
Els atacs es van produir una setmana després que un alt funcionari militar rus plantegés la situació dels habitants russòfons a Transnístria en el context de la invasió russa d'Ucraïna, fent-se eco de les justificacions de Moscou per a la guerra a Ucraïna. El major general Rustam Minnekaev, comandant interí del Districte Militar Central de Rússia, va dir que el pla d'acció militar de Rússia a Ucraïna inclou prendre el control total del sud d'Ucraïna, el que podria proporcionar a Rússia accés terrestre a Transnístria.

## Atacs
Les primeres explosions van colpejar la seu del Ministeri de Seguretat de l'Estat de Transnístria a Tiraspol, la capital del país. Posteriorment, la Milítsiya va bloquejar els carrers pròxims a l'incident i va prohibir l'accés a la zona. No hi ha constància de víctimes. Els informes preliminars ho van descriure com un atac amb llançagranades.
Dues explosions que van danyar les antenes de ràdio també van ser reportades a Maiac el mateix dia. El 26 d'abril, una unitat de l'exèrcit va ser atacada. Les autoritats de Transnístria van calificar l'incident com a terrorisme.

## Reaccions

### Transnístria
El diputat de Transnístria Andréi Safónov va dir a TASS que «el bombardeig de l'edifici mitjançant un llançagranades és un intent de sembrar pànic i por», afirmant que «els intents de pressionar-nos s'han observat anteriorment».
TASS va informar que el president de Transnístria, Vadim Krasnoselski, va dir que se sospitava que Ucraïna estava darrere de l'atac. El Ministeri de Relacions Exteriors d'Ucraïna va dir que les explosions eren part d'un pla de Rússia per a ocupar el sud d'Ucraïna amb la finalitat d'establir un pont terrestre entre Transnístria i Crimea. El 28 d'abril, s'informa que Transnístria hauria prohibit sortir del territori als homes en edat per a combatre.

### Moldàvia
La presidenta de Moldàvia, Maia Sandu, va dir que els «intents d'escalada provenen de faccions dins de la regió de Transnístria que són forces a favor de la guerra i interessades en desestabilitzar la situació a la regió».

### Altres països
Després dels atacs, el viceministre de Relacions Exteriors de Rússia, Andréi Rudenko, va insinuar la possibilitat d'una invasió per part de Moldàvia, afirmant que li «agradaria evitar tal escenari» en el qual Moscou hagués d'intervenir, però que «certes forces» havien creat «certes tensions». El líder de l'autoproclamada República Popular de Donetsk, Denis Pushilin, va dir que Moscou hauria de «tenir en compte el que està succeint a Transnístria» a l'hora de planificar la pròxima etapa de la seva campanya militar.
El Ministeri de Relacions Exteriors d'Israel va aconsellar a tots els israelians a Transnístria que se n'anessin immediatament i va emetre un avís de viatge per a l'àrea. El Ministeri de Relacions Exteriors de Bulgària també va recomanar als ciutadans búlgars que fugissin de Moldàvia. Altres països dins dels quals destaca el Canadà, Alemanya, França i els Estats Units, van compartir la mateixa recomanació. D'altra banda, el primer ministre de Romania, Nicolae Ciucă, va dir que no era necessari que els ciutadans romanesos fessin això després d'analitzar la situació.